# У потрази за Аљаском
У потрази за Аљаксом (енгл. Looking for Alaska), роман је који је написао Џон Грин (John Green), а издат је од стране Dutton Children's Books 2005. године. Освојио је Мајкл Л. Принц награду 2006. године. Роман тече кроз очи Мајлса Халтера (Miles Halter) док се уписује у интернат да би покушао да схвати дубљи смисао живота. Роман је инспирисан пишчевим искуствима из средњошколских дана.

## Заплет
Мајлс Халтер (Miles Halter) напуштса Флориду да би похађао школу "Кулвер Крик Пипремну гимназију" (Culver Creek High School) у Алабами, цитирајући Франçоис Рабелаис последње речи:"Идем да тражим велико можда". Мајлсов нови цимер Чип "Колонел" Мартин (Chip "The Colonel" Martin) иронично даје Мајлсу надимак Паџ (Pudge) и упознаје га са својим пријатељима, хип хоп играчем Такуми Хикохито (Takumi Hokohito) и Аљаском Јанг (Alaska Young) прелепом али емотивно нестабилном девојком. Када је Аљаска видела Мајлсову опсесију последњих речи познатих људи, рекла му је последње речи Симóн Болíвар које гласе:"Проклетство. Како ли ћу икада изаћи из овог лавиринта?". Њих двоје се тада договарају да ако Мајлс схвати шта је тај лавиринт, Аљаска ће му наћи девојку.
Током његове прве ноћи у новој школи Паџа су у језеро бацили "Недељни ратници" (Weekday Warriors), богата деца из школе која криве Колонела и његово друштво због избацивања Паула (Paul), њиховог пријатеља, из школе. Такуми инсистира да они нису криви јер је и њихова пријатељица Мараја (Maraya) избачена, али касније Аљаска признаје да је она издала Марају и Паула декану школе г. Старнесу (Mr. Starnes) да би себе сачувала казне. Аљаска намешта Мајлса и Румунку из одељења Лару, на састанак, који је имао катастрофалан завршетак. Аљска и Паџ се све више збижавају и Паџ полако крече да се заљубљује у Аљаску, иако она инсистира да њихова веза остане платонска.
Банда прославља низ враголија пићем и журкама, и Аљаска се исповедава о смрти мајке, због ауризме, кад је имала само осам година. Иако она тада није разумела шта се дешава и даље се осећа кривом што није позвала хитну помоћ. Паџ схвата да је смрт мајке учинила Аљаску импулсивном и плахом. Паџ закључује да је лавиринт у ствари патња једне особе и да људи морају да надју начин како да изађу из њега. Паџ и Лара се зближавају и поћију да се забављају. Недељу дана касније након још једне "прославе" Аљаскасе се напија и одводи Мајлса у собу. У пола ноћи прима позив и Аљска креће хистерично да се спрема, инсистирајући да мора да иде. Паџ и Колонел одвраћају пажњу г. Старнесу, док Аљаска, и даље пијана, улази у кола и одлази. У току вожње она је имала саобраћајну несрећу у којој на месту умире. Паџ и Колонел су очајни и криве себе за Аљаскину смрт, али схватају да је она можда извршила самоубиство. Колонел иснистра да оду да испитају Џејка (Jake), Аљаскиног дечка, али Паџ не жели, у страху да ће сазнати да га Аљаска никада није волела. Они се свадјају и Колонел оптужује Паџа да је он у ствари само волео идеализовану слику Аљаске коју је измислио. Паџ прихвата истину и мири се са Колонелом.
Као начин прославлања Аљаскиног живота, Колонел, Паџ, Лара и Такуми се удружују са "Недељним ратницима" и унајмљују мушког стрипера да одржи говор за дан школе. Цела школа се смејала, чак је и г. Стерн рекао да је то било веома домишљато. Паџ налази Аљаскину књигу The General in His Labyrinth са цитатом подебљаним маркером и у маргини написаним речима "право и брзо". Он се сећа да је Аљакса погинула дан после годишњице смрти мајке и закључује да се Аљаска осећала кривом што није посетила мајчин гроб. У журби је или покушавала да стигне до гробља или је извршила самоубиство због кривице. На последњи дан школе Такуми признаје, у поруци, Мајлсу да је он последњи видео Аљаску, и он је пушта. Схвата да је то сто је он њу пустио није више од великог значаја. Он опрашта Аљаски што је умрла, као што зна да би и она њему опростила што ју је пустио.

## Ликови
Мајлс Халтер (Miles Halter)
Главни лик романа који има чудно интересовање за учењем последњих речи славних људи. Он иде у интернат Кулвер Крик (Culver Creek) у потрази за својим "Великим можда". Висок је и мршав, а цимер му иронично даје надимак Паџ (Pudge). Њега привлачи Аљаска Јанг, са којом током романа има чудан однос.
Аљаска Јанг (Alaska Young)
Дивља, непредвидива, прелепа и загонетна девојка која је украла Мајлсову пажњу и срце. Понаша се као блиска пријатељица са дружином, често им помажући око личних проблема, и такодје их снабдева цигаретама и алкохолним пићима.
Чип Мартин (Chip Martin)
Није много висок али је градјен "по моделу бога Адониса". Аљаскин најбољи друг и цимер са Мајсом. Надимак му је Колонел (The Colonel) због својих брилијантних планова. Пошто долази из сиромашније породице опседнут је оданошћу и чашчу, поготово према својој мајци, Долорес (Dolores), која живи у приколици.
Такуми Хикохито (Takumi Hikohito)
Зачудјујуће талентован јапански хип хоп играч и пријатељ Колонела и Аљаске. Понекад мисли да је изостављен из планова екипе. При крају књиге враћа се у Јапан.
Лара Бутерскаја (Lara Buterskaya)
Имигранткиња из Румуније, Аљаскина пријатељива и Мајлсова девојка, а после, и бивша девојка. Описана је да прича са благим акцентом.
Г. Старнес (Mr. Starnes)
Строг декан школе. Надимак му је Соко (The Eagle). Неколико пута је био жртва враголија дружине.

## Позадина
Џон је похађао Indian Springs School интернат у близини Бирмингема у Алабами. Док је похађао школу један од ученика је погинуо под сличним условима као Аљаска. Две смицалице које се спомињу у књизи су веома сличне враголијама које је Џон изводио у школи. На једном од говора је такође рекао да су професори који се спомињу у књизи инспирисани својим професорима.

## Корице књиге
У августу 2012. године је открио детаље о корицама књиге. Он казе да угашена свећа производи "невероватну количину дима", и говори да у почетку свеће није било. Он такође говори да је издавачима било непријатно да издају књигу са димом цигарете, тако да је свећа накдадно дотата. Свећа је у октобру 2012. године уклоњена и више не појављује.

## Филмска адаптација
Филмска права су припала Paramount Pictures 2005. године. Режисер и текстописац је требало да буде Џош Шварц, али због због мањка истересовања Paramount Pictures, продукција филма је одложена на неодређено време. Paramount Pictures је поново кренула да размишља о продукцији филма, због успеха филма Грешка у нашим звездама који је такође инспирисан Џоновом књиом. У фебруару 2015. године The Hollywood Reporter је ракао да ће Скот Неустадтер и Мајкл Х. Вебер бити тексотписци и режисери овог филма. Прво је речено да ће снимање фимла почети у јесен 2015. године. Тај датум је померен за почетак 2016. године, али је Џон на свом јутјуб каналу Vlogbrothers рекао да је снимаље филма поново одложено да неодрежено време.